# Auf gefährlichen Spuren
Auf gefährlichen Spuren, Alternativtitel: Verwehte Spuren und Auf verwehten Spuren (in Österreich), ist ein deutscher Abenteuer- und Action-Stummfilm von und mit Harry Piel aus dem Jahre 1924.

## Handlung
Harry ist gerade ohne Anstellung, als er einen amerikanischen Millionär und dessen Tochter Dorothy kennenlernt. Als letztere durch den Chauffeur des Amerikaners in Bedrängnis gerät, greift Harry beherzt ein und rettet das US-Girl. Bei dem Chauffeur handelt es sich in Wahrheit um einen gefährlichen Dieb. Denn der hat einen großen Coup gelandet und die Krone eines abgehalfterten Fürsten im Exil gestohlen.
Bald gerät Harry in die Fänge der Diebesbande und muss sich mit den ruppigen Ganoven um sein Leben prügeln. Auch Dorothy gerät in deren Fänge und versucht, sich mit einem Revolver schurkischer Einbrecher zu erwehren. Am Ende kann Harry die Bande ausschalten, dem Ex-Fürsten seine Krone zurückgeben und ganz nebenbei die Millionärstochter ehelichen. Schließlich stellt sich dann auch noch heraus, dass Harrys Mutter Marianne die Jugendliebe des Amerikaners ist. Und so werden gleich vier Herzen zueinandergeführt.

## Produktionsnotizen
Auf gefährlichen Spuren entstand im Frühjahr 1924 in alpinen Wintersportgebieten und im Efa-Atelier am Zoo. Der Film passierte die Zensur am 22. Mai 1924 und wurde am 10. Juni 1924 im Alhambra am Kurfürstendamm uraufgeführt. Der Streifen war sieben Akte lang und besaß eine Länge von 2816 Metern. 1928 wurde ein Jugendverbot ausgesprochen, da laut Filmprüfstelle Berlin einige Action- und Zweikampfszenen als „entsittlichend und verrohend auf die Jugendlichen“ wirken konnten. Daraufhin nahm Piel an dem Film massive Schnitte vor.
Die Filmbauten wurden von Kurt Richter entworfen. Edmund Heuberger hatte die Aufnahmeleitung bei diesem von der Emelka vertriebenen Films.
Für Esther Carena, die noch im selben Jahr den Filmarchitekten Franz Schroedter ehelichte, und den Stummfilmveteran Paul Meffert bedeutete Auf gefährlichen Spuren der letzte Auftritt vor der Filmkamera.

## Kritik
Oskar Kalbus’ Vom Werden deutscher Filmkunst beschrieb 1935 das Prinzip Pielscher Filme wie folgt: „Schon in den Sensationsfilmen der Kriegszeit war Harry Piel der „Mann ohne Nerven“. Er ist immer der alte geblieben, der seine Sensationen mit der ihm eigentümlichen Meisterung von Eleganz und Bravour ausführt. Es gehört in allen seinen Filmen zu seinem persönlichen Pech, dass ihm stets Verbrecher nachsetzten, oder aber er ist Befreier der verfolgten Unschuld. Das gefällt besonders den Frauen. Deshalb gehörte Harry Piel zu den populärsten Schauspielern der deutschen Leinwand in der Stummfilmzeit.“
Paimann’s Filmlisten resümierte: „Im Vordergrunde stehen die guten artistischen Leistungen Harry Piels, schöne Wintersportbilder und die großzügige Aufmachung im letzten Akte. Die Darstellung ist gut, das Sujet in den durch die Eigenart dieses Genres gezogenen Grenzen, sehr interessant und spannend“.